# تيروس توماس
تيروس توماس (بالإنجليزية: Tyrus Thomas)‏ مواليد 17 أغسطس 1986 في باتون روج، هو لاعب كرة سلة أمريكي بدأ مسيرته الاحترافية في سنة 2006 حيث تم اختياره من قبل فريق بورتلاند ترايل بلايزرز خلال الدرافت. يبلغ طوله 6 قدم 10 بوصة (2.1 م).

## فرق لعب لها
- شيكاغو بولز
- شارلوت هورنتس
- ميمفيس غريزليس
- إسبارن بريمرهافن

## إحصائيات المسيرة

### الموسم الاعتيادي
| السنة   | الفريق         | لعب | بدأ | دقيقة | ميداني% | ثلاثية | حرة   | ارتداد | صنع | استلاب | تصدي | نقطة |
| ------- | -------------- | --- | --- | ----- | ------- | ------ | ----- | ------ | --- | ------ | ---- | ---- |
| 2006–07 | شيكاغو بولز    | 72  | 4   | 13.4  | .475    | .000   | .606  | 3.7    | .6  | .6     | 1.1  | 5.2  |
| 2007–08 | شيكاغو بولز    | 74  | 27  | 18.0  | .423    | .167   | .741  | 4.6    | 1.2 | .6     | 1.0  | 6.8  |
| 2008–09 | شيكاغو بولز    | 79  | 61  | 27.5  | .451    | .333   | .783  | 6.5    | 1.0 | 1.2    | 1.9  | 10.8 |
| 2009–10 | شيكاغو بولز    | 29  | 3   | 23.4  | .483    | .000   | .644  | 6.3    | 1.1 | 1.4    | 1.7  | 8.8  |
| 2009–10 | شارلوت هورنتس  | 25  | 0   | 21.7  | .442    | .000   | .729  | 6.1    | .9  | .9     | 1.5  | 10.1 |
| 2010–11 | شارلوت هورنتس  | 41  | 2   | 21.0  | .471    | .000   | .787  | 5.5    | .7  | .7     | 1.6  | 10.2 |
| 2011–12 | شارلوت هورنتس  | 54  | 30  | 18.8  | .367    | .333   | .759  | 3.7    | .6  | .7     | 1.1  | 5.6  |
| 2012–13 | شارلوت هورنتس  | 26  | 2   | 13.8  | .353    | .375   | .839  | 2.3    | .7  | .5     | .6   | 4.8  |
| 2014–15 | ميمفيس غريزليس | 2   | 0   | 3.5   | 1.000   | .000   | 1.000 | .0     | .5  | .0     | .0   | 2.0  |
| المسيرة |                | 402 | 129 | 19.7  | .438    | .235   | .732  | 4.8    | .9  | .8     | 1.3  | 7.7  |

### التصفيات
| السنة   | الفريق        | لعب | بدأ | دقيقة | ميداني% | ثلاثية | حرة  | ارتداد | صنع | استلاب | تصدي | نقطة |
| ------- | ------------- | --- | --- | ----- | ------- | ------ | ---- | ------ | --- | ------ | ---- | ---- |
| 2007    | شيكاغو بولز   | 10  | 0   | 12.2  | .390    | .000   | .633 | 3.4    | .6  | 1.0    | .5   | 5.1  |
| 2009    | شيكاغو بولز   | 7   | 7   | 27.9  | .438    | .000   | .786 | 6.3    | .9  | 1.0    | 2.9  | 9.6  |
| 2010    | شارلوت هورنتس | 4   | 0   | 17.0  | .625    | .000   | .833 | 5.5    | .5  | .5     | .5   | 8.8  |
| المسيرة |               | 21  | 7   | 18.3  | .457    | .000   | .700 | 4.8    | .7  | .9     | 1.3  | 7.3  |

## روابط خارجية
- تيروس توماس على موقع إن بي أي (الإنجليزية)
- تيروس توماس على موقع سبورتس رفرنس (الإنجليزية)
- تيروس توماس على موقع كرة السلة الأوروبية.كوم (الإنجليزية)
- تيروس توماس على موقع DraftExpress.com (الإنجليزية)
- تيروس توماس على موقع كلية كرة السلة في سبورتس رفرنس.كوم (الإنجليزية)
- تيروس توماس على موقع ريلجم (الإنجليزية)
- تيروس توماس على موقع بروبوليرز (الإنجليزية)
- تيروس توماس على موقع سبورتس رفرنس (الإنجليزية)